# Mariage entre personnes de même sexe en Suisse
Le mariage entre personnes de même sexe en Suisse est l'extension du mariage civil aux personnes de même sexe. Il consiste en la possibilité pour un couple de deux hommes ou de deux femmes de contracter un mariage civil, auparavant réservé à un homme et une femme.
Son introduction fait suite à une initiative parlementaire du groupe vert'libéral déposée en 2013 (porte-parole : Kathrin Bertschy) et adoptée par l'Assemblée fédérale le 18 décembre 2020. Le 10 avril 2021, à l'échéance du délai référendaire, plusieurs groupes d'opposants annoncent avoir rassemblé le nombre de signatures requises pour déclencher une votation populaire. Le référendum sur le mariage pour tous en Suisse organisé le 26 septembre 2021 voit le peuple suisse accepter la modification du Code civil par 64,10 % des suffrages exprimés, avec une participation de 52,60 %.
Le texte législatif entre en vigueur le 1er juillet 2022.

## Contexte
La première initiative parlementaire tentant d'instaurer le mariage civil pour tous date de 1998. Elle est déposée par la députée écologiste Ruth Genner le 18 décembre 1998 sous le nom de « Union de couples du même sexe ». Cette initiative parlementaire vise à « modifier le code civil suisse (CC), la loi sur la nationalité (LN) et l'ordonnance sur l'état civil (OEC) de manière à régler le mariage entre personnes du même sexe ». Elle est classée sans suite par le Conseil national, le 20 décembre 1999.
En 2013, le Parti démocrate-chrétien (PDC) dépose une initiative populaire intitulée « Pour le couple et la famille - Non à la pénalisation du mariage » qui vise à mettre fin à la différence fiscale entre couples mariés et concubins mais qui inscrit aussi dans la constitution la définition du mariage comme l'union entre un homme et une femme. Cette initiative est refusée le 28 février 2016 par le peuple à 50,8 % avec 54 979 voix de plus en faveur du non (« oui » 1 609 328, 1 664 217 « non ») alors que la majorité des cantons (16,5 : 6,5) l'approuve.
Les Vert'libéraux, trouvant le texte discriminatoire, déposent le 5 décembre 2013 la présente initiative parlementaire, dont le porte-parole est la conseillère nationale Kathrin Bertschy.
En 2019, le pasteur Gottfried Locher, président de l'Église évangélique réformée de Suisse se déclare, à titre personnel, favorable au mariage entre personnes de même sexe : « Si l'État s'ouvre au mariage homosexuel, je ne vois pas pourquoi on ne devrait pas le suivre. ».

### Sondages
| Institut            | Période         | Échantillon                                    | Pour | Contre      |
| ------------------- | --------------- | ---------------------------------------------- | ---- | ----------- |
| Ifop                | mai 2013        | 506 personnes représentatives                  | 63 % | non indiqué |
| LégerMarketing      | février 2015    | 1 000 personnes représentatives                | 54 % | non indiqué |
| Gfs Zurich          | février 2015    | 1 009 personnes représentatives                | 71 % | 23%         |
| Gfs Zurich          | avril-mai 2016  | 1 011 personnes représentatives                | 69 % | 25%         |
| Tamedia             | décembre 2017,  | 17 143 personnes, résultats pondérés           | 72 % | 25 %        |
| Pew Research Center | avril–août 2017 | 1 686 personnes aléatoires, résultats pondérés | 75 % | 24 %        |
| Gfs Zurich          | novembre 2019   | 1 012 personnes représentatives                | 81 % | 18%         |
| gfs.bern            | février 2020    | 1 012 personnes représentatives                | 80 % | non indiqué |
| Gfs Zurich          | novembre 2020   | 1 012 personnes représentatives                | 82 % | 17%         |

## Procédure parlementaire

### Initiative parlementaire «Mariage civil pour tous»
L’initiative déposée par les Vert'libéraux en décembre 2013 propose plusieurs modifications des articles 14 et 38 de la Constitution fédérale de la Confédération suisse. Voici les modifications constitutionnelles telles qu'elles figurent dans le texte déposé initialement :
« 
La Constitution fédérale sera modifiée comme suit :
Art. 14 Droit au mariage, à l'union (nouveau) et à la famille
Al. 1
Le droit au mariage, à l'union (nouveau) et à la famille est garanti.
Al. 2
Les formes d'union régies par la loi sont ouvertes à tous les couples quels que soient leur sexe ou leur orientation sexuelle.
Art. 38 al. 1 première phrase
La Confédération règle l'acquisition et la perte de la nationalité et des droits de cité par filiation, par union (supprimer "par mariage") ou par adoption. (...)
 »
— Groupe vert'libéral (porte-parole : Kathrin Bertschy), Initiative parlementaire « Mariage civil pour tous »

### Décisions préliminaires
Le 20 février 2015, la Commission des affaires juridiques a procédé à l'examen préalable de l'initiative parlementaire. Elle y donne suite par 12 voix contre 9 et 1 abstention. Le 1er septembre 2015, la commission homonyme du Conseil des États approuve cette décision par 7 voix contre 5 et 1 abstention. La commission a chargé l’administration de lui indiquer les conséquences que pourrait avoir l'introduction d'un mariage civil pour tous sur le plan juridique et de lui présenter plusieurs manières de le mettre en œuvre dans la législation.
En février 2017, l'Office fédéral de la justice produit et publie un tableau synoptique relevant des convergences et différences entre les deux types d'unions.
À la vue de la charge de travail, la commission propose de prolonger le délai de traitement pour deux ans,. Lors de la séance d'été 2017, le Conseil national accepte cette proposition par 118 voix contre 71 et 2 abstentions alors que la minorité demandait le classement de l'initiative,,.
En mars 2018, l'Office fédéral de la justice rend compte des conséquences juridiques du mariage pour tous dans un rapport de 8 pages adressé à la commission. Le rapport propose plusieurs options : modifications de la constitution ou directement de la loi, révision unique ou projet en deux étapes.

### Loi en plusieurs étapes
En juillet 2018, la commission annonce qu'elle a décidé de procéder par 14 voix contre 11 à une révision en plusieurs étapes et par 16 voix contre 9 de le faire au niveau de la loi et non de la constitution,,. Elle demande à l'administration d'élaborer un projet d'ici à février 2019, sans les questions liées à la procréation médicalement assistée et aux rentes pour le conjoint survivant,,,. Certaines associations de défense des droits aux homosexuels, comme VoGay, sont déçues. Selon Mehdi Künzle et Caroline Dayer, on prolonge ainsi les inégalités de traitement. Barbara Lantheman de l'Organisation suisse des lesbiennes indique que le projet sous cette forme « ne sert à rien » et ne fait que perpétuer une loi d'exception. La CAJ-N toutefois décide d'entrer en matière sur le sujet de la PMA et sur la question des rentes de veuve via un autre texte législatif.
La procédure de consultation débouche, le 30 août 2019, sur une nette majorité de prises de position des membres de la société civile, des syndicats, des associations, partis, églises et groupes de pression en faveur de l'introduction du mariage civil pour tous (128 sur 154). Une majorité de 97 prises de positions sur 154 soutient par ailleurs la variante incluant la PMA. Le Conseil fédéral devait organiser le 27 mai 2020 au plus tard une nouvelle votation sur l'initiative populaire « Pour le couple et la famille - Non à la pénalisation du mariage » du PDC, qui définissait le mariage comme l'union entre un homme et une femme, la première votation ayant été invalidée en raison de chiffres erronés publiés par le Conseil fédéral dans la brochure officielle des explications de la votation. Le 13 février 2020, le PDC annonce cependant qu'il retire son initiative et qu'il souhaite désormais un nouveau texte sans définition constitutionnelle hétéro-normée du mariage.

### Vote sur le texte final
Le 11 juin 2020, le Conseil national approuve l'introduction dans le texte de la PMA (124 voix contre 72) pour les couples de femmes, les autorisant à accéder au don de sperme avant d'approuver le texte au vote sur l'ensemble par 132 voix contre 52. Le texte final est soutenu unanimement par tous les partis, à l'exception d'une large majorité de députés de l'UDC (11/53) et du PDC (8/25) et de la totalité des membres du PEV (3) de la Lega (1) et de l'UDF (1).
Au Conseil des États (second conseil), la proposition est traitée par la Commission des affaires juridiques (CAJ-E). Son président Beat Rieder déclare que « [s]a commission a reçu une expertise qui indique que cette initiative parlementaire est contraire à l’article 14 de la Constitution » (garantie du mariage et de la famille). Le 12 novembre 2020, la CAJ-E décide par 7 voix contre 6 qu'aucun changement de la Constitution n'est nécessaire, suivant l’avis de droit établi par l’Office fédéral de la justice le 7 juillet 2016. En outre, la commission approuve le maintien dans le texte de la PMA par 8 voix contre 1 et 3 abstentions. Elle adopte le projet par 7 voix contre 1 et 4 abstentions.
Le 1er décembre 2020, le Conseil des États adopte le mariage pour tous, par 22 voix contre 15 et 7 abstentions. Les libéraux-radicaux, socialistes et verts présents votent tous en faveur, alors que tous les représentants du PDC (à l'exception de Charles Juillard), de l'UDC le rejettent. Les articles sur le mariage civil, l'adoption conjointe, la naturalisation facilitée, le changement administratif simplifié d'un partenariat enregistré en mariage et la suppression du droit aux dommages et intérêts en cas de rupture des fiançailles sont adoptés conformément à la version du Conseil national. Le texte adopté par le Conseil des États s'éloigne toutefois du projet initial du Conseil national sur l'accès au don de sperme pour les lesbiennes.
Le Conseil national procède à l'élimination des divergences le 9 décembre 2020. Il approuve le texte voté par le Conseil des États avec une PMA autorisée avec recours auprès d'une banque de sperme suisse, afin que l'enfant puisse accéder à ses origines à l'âge de sa majorité. Il approuve le texte intégrant l'accès à la PMA par 133 voix contre 57 et une abstention.
Le vote sur l'ensemble a lieu le 18 décembre 2020. Le Conseil des États approuve le texte par 24 oui contre 11 non et 7 abstentions, le Conseil national par 136 oui contre 48 non et 9 abstentions.
Les députés socialistes, libéraux-radicaux et verts approuvent en bloc le projet dans la Chambre des cantons. Les représentants UDC votants et Thomas Minder (indépendant siègeant dans le groupe UDC) rejettent le projet. Chez les députés PDC, quatre sont en faveur, mais cinq le rejettent.
| Groupe   | Groupe                       | Pour | Contre | Abstention | Excusé / NPPV |
| -------- | ---------------------------- | ---- | ------ | ---------- | ------------- |
|          | Parti démocrate-chrétien     | 4    | 5      | 3          | 1             |
|          | Parti libéral-radical        | 7    | -      | 4          | 1             |
|          | Parti socialiste             | 9    | -      | -          | -             |
|          | Union démocratique du centre | -    | 5      | -          | 1             |
|          | Les Verts                    | 4    | -      | -          | 1             |
|          | Indépendant                  | -    | 1      | -          | -             |
| Résultat | Résultat                     | 24   | 11     | 7          | 4             |

Le groupe UDC rejette aux deux-tiers le projet au Conseil national (33 sur 52 voix votantes). Les groupes libéral-radical, socialiste, des Verts et des vert'libéraux votent en bloc en faveur du projet. Alors qu'ils siègent dans le même groupe, le PBD et le PDC (pas encore fusionné dans Le Centre au moment du vote) votent différemment : les bourgeois démocratiques sont tous en faveur, mais une majorité relative des démocrates chrétiens votent contre (11 voix contre, 9 pour et 4 abstentions et un non votant). Les évangéliques rejettent également en bloc le projet.
| Groupe   | Groupe                       | Pour | Contre | Abstention | Excusé / NPPV |
| -------- | ---------------------------- | ---- | ------ | ---------- | ------------- |
|          | Union démocratique du centre | 14   | 33     | 5          | 1             |
|          | Parti socialiste             | 36   | -      | -          | 3             |
|          | Parti libéral-radical        | 29   | -      | -          | -             |
|          | Les Verts                    | 28   | -      | -          | 1             |
|          | Parti démocrate-chrétien     | 9    | 11     | 4          | 1             |
|          | Parti vert'libéral           | 15   | -      | -          | 1             |
|          | Parti bourgeois-démocratique | 3    | -      | -          | -             |
|          | Parti évangélique            | -    | 3      | -          | -             |
|          | Ligue des Tessinois          | 1    | -      | -          | -             |
|          | Parti suisse du travail      | 1    | -      | -          | -             |
|          | solidaritéS                  | -    | -      | -          | 1             |
|          | Union démocratique fédérale  | -    | 1      | -          | -             |
| Résultat | Résultat                     | 136  | 48     | 9          | 7             |

## Référendum

### Lancement et aboutissement
L'Union démocratique fédérale (UDF) annonce en juin 2020, alors que la loi n'a pas encore été définitivement adoptée par le Parlement, vouloir lancer un référendum,.
Le texte de loi est publié dans la Feuille fédérale le 31 décembre 2020, déclenchant ainsi le délai pour la récolte de 50 000 signatures ; le délai référendaire court jusqu'au 10 avril 2021,.
Au lancement de la collecte des signatures en janvier 2021, deux comités séparés demandent le référendum. Le premier, mené par l'UDF, s'intitule « Non au mariage pour tous » et le second, mené par des parlementaires membres de l'Union démocratique du centre (UDC) et du parti Le Centre, rejoints par la suite par le Parti évangélique suisse, s'intitule « Non au don de sperme pour les couples de même sexe ». Un troisième comité se lance par la suite, intitulé « Non à l'enfant-marchandise », constitué principalement de députés UDC valaisans sous l'étiquette « Fondation pour la Famille ».
Le Blick rapporte fin février 2021 qu'après 50 jours de collecte, moins de 25 000 signatures sur 50 000 auraient été récoltées. Toutefois, le président de l'UDF estime que son comité référendaire réussira à faire aboutir le référendum. Le 12 avril 2021, les opposants au « mariage pour tous » annoncent déposer à la Chancellerie fédérale 59 176 signatures certifiées. Le 27 avril 2021, celle-ci constate formellement l'aboutissement du référendum, avec 61 027 signatures valables : la loi adoptée par le parlement doit donc être soumise à votation.

### Votation populaire

Carte représentant les résultats provisoires dans les cantons.

Le 19 mai 2021, le Conseil fédéral fixe la date de la votation au 26 septembre 2021. La loi est acceptée au niveau national à 64 % ; tous les cantons acceptent la modification du code civil.
| Choix                  | Votes     | %     |
| ---------------------- | --------- | ----- |
| Pour                   | 1 828 642 | 64,10 |
| Contre                 | 1 024 307 | 35,90 |
|                        |           |       |
| Votes valides          | 2 852 949 | 98,27 |
| Votes blancs           | 36 336    | 1,25  |
| Votes nuls             | 13 943    | 0,48  |
| Total                  | 2 903 228 | 100   |
| Abstention             | 2 615 940 | 47,40 |
| Inscrits/Participation | 5 519 168 | 52,60 |

## Suites
À l'annonce des résultats provisoires, la conseillère fédérale Karin Keller-Sutter déclare que l'entrée en vigueur de la modification du code civil est prévue pour le 1er juillet 2022,, une décision confirmée le 17 novembre par le Conseil fédéral.
La loi entre en vigueur le 1er juillet 2022.